# Алан Цагаев

Алан Константинович Цагаев (на осетински: Цагъати Къостики фурт Алан) е руско-български щангист в категория до 105 килограма.

## Биография
Роден е на 13 септември 1977 година във Владикавказ в Северна Осетия. Принадлежи към етническата група дигорци. Премества се в България тъй като не бива включван в националния отбор на Русия по вдигане на тежести, получава българско гражданство, като от 2000 година се състезава за България. 
Семеен с две деца, женен за състезателката по вдигане на тежести Златина Атанасова. 

## Спортна кариера
Дебютът на Алан Цагаев за българския национален отбор по вдигане на тежести е на Олимпиадата в Сидни, където печели сребърен медал в категория до 105 кг., оставайки на 2.5 кг. след победителя Хосеин Таваколи от Иран и побеждайвайки с 2.5 кг. третия Саиф Саид Асаад (Ангел Попов), състезаващ се за Катар.
През ноември 2000 г. печели международния турнир по вдигане на тежести "Трите богатира" в Москва, побеждавайки с 441.50 т. по системата Синклер пред Георги Асанидзе от Грузия и Виктор Сморчков от Русия. Награден е със 190-грамов златен четиринадесеткаратов медал и три хиляди долара. 
Участва на четири европейски първенства. При дебюта си в София, през 2000 г. печели бронзов медал в изхвърлянето, но остава четвърти в двубоя. Следват три призови класирания, печели европейската титла през 2001 в Анталия, Турция и през 2004 в Киев. В Лутраки, Гърция, през 2003 е вицешампион. 
На световния подиум участва пет пъти, като два пъти е световен вицешампион през 2002 във Варшава  и през 2007 в Тайланд .

## Допинг нарушения
През 2004 е считан за основен фаворит в категория до 105 кг. на Олимпйските игри в Атина, но е обявено, че пропуска състезанието поради бъбречна криза.
Впоследствие през септември 2004 г. става ясно, че Алан Цагаев е дал положителна проба за допинг преди олимпиадата. Резултатите от втората проба стават известни през октомври. В нея също е открито наличието на забраненото вещество станозолол. Алан Цагаев е лишен от състезателни права за две години. 
През 2008 г., преди Олимпийските игри в Пекин е един от единадесетте български щангисти уличени в използване на непозволени вещества. Заради повторно нарушение е наказан до живот. 

## Спортни постижения
Алан Цагаев е световен рекордьор в движението изтласкване в категория до 105 кг. с опита си от 237.5 кг. от Европейското първенство в Киев. Опитът е признат за световен рекорд, няколко години по-късно, на 24 юни 2008, когато Международната федерация по вдигане на тежести решава да премахне съществуващите световни стандарти от списъка със световните рекорди, въведени през 1998 г. след промяната на тегловите категории и решава да признае най-добрите постижения до момент за такива.
Постижението му е подобрено от Давид Беджанян от Русия на 17 декември 2011 г.
| Година                                      | Място                                 | Категория (до)         | С изхвърляне (кг)      | С изхвърляне (кг)      | С изхвърляне (кг)      | С изхвърляне (кг)      | С изтласкване (кг)     | С изтласкване (кг)     | С изтласкване (кг)     | С изтласкване (кг)     | Общо                   | Място                  |
| Година                                      | Място                                 | Категория (до)         | 1                      | 2                      | 3                      | Място                  | 1                      | 2                      | 3                      | Място                  | Общо                   | Място                  |
| Състезател на България                      | Състезател на България                | Състезател на България | Състезател на България | Състезател на България | Състезател на България | Състезател на България | Състезател на България | Състезател на България | Състезател на България | Състезател на България | Състезател на България | Състезател на България |
| Летни олимпийски игри                       | Летни олимпийски игри                 | Летни олимпийски игри  | Летни олимпийски игри  | Летни олимпийски игри  | Летни олимпийски игри  | Летни олимпийски игри  | Летни олимпийски игри  | Летни олимпийски игри  | Летни олимпийски игри  | Летни олимпийски игри  | Летни олимпийски игри  | Летни олимпийски игри  |
| ------------------------------------------- | ------------------------------------- | ---------------------- | ---------------------- | ---------------------- | ---------------------- | ---------------------- | ---------------------- | ---------------------- | ---------------------- | ---------------------- | ---------------------- | ---------------------- |
| 2000                                        | Сидни, Австралия                      | 105 кг                 | 180                    | 185                    | 187.5                  |                        | 230                    | 235                    | 237.50                 |                        | 422.5                  | 2                      |
| Световно първенство по вдигане на тежести   |                                       |                        |                        |                        |                        |                        |                        |                        |                        |                        |                        |                        |
| 2001                                        | Анталия, Турция                       | 105 кг                 | 180                    | 182.5                  | ---                    | 11                     | 225                    | 225                    | 225                    | 5                      | 405                    | 8                      |
| 2002                                        | Варшава, Полша                        | 105 кг                 | 185                    | 185                    | 190                    | 6                      | 232.5                  | 237.5                  | 237.5                  | 1                      | 417.5                  | 2                      |
| 2003                                        | Ванкувър, Канада                      | 105 кг                 | 185                    | 185                    | 185                    | -                      | 230                    | 235                    | 243                    | 1                      | -                      | -                      |
| 2006                                        | Санто Доминго, Доминиканска република | 105 кг                 | 170                    | 175                    | 178                    | 15                     | 215                    | 223                    | 223                    | 10                     | 385                    | 10                     |
| 2007                                        | Чанг Май, Тайланд                     | 105 кг                 | 175                    | 180                    | 183                    | 6                      | 217                    | 226                    | 231                    | 1                      | 411                    | 2                      |
| Европейско първенство по вдигане на тежести |                                       |                        |                        |                        |                        |                        |                        |                        |                        |                        |                        |                        |
| 2000                                        | София, България                       | 94 кг                  | 170                    | 175                    | 177.5                  | 1                      | 212.5                  | 217.5                  | 222.5                  | 4                      | 392.5                  | 4                      |
| 2002                                        | Анталия, Турция                       | 105 кг                 | 180                    | 185                    | 187.5                  | 1                      | 227.5                  | 235                    | 235                    | 1                      | 420                    | 1                      |
| 2003                                        | Лутраки, Гърция                       | 105 кг                 | 185                    | 185                    | 187.5                  | 4                      | 232.5                  | 232.5                  | 235                    | 1                      | 420                    | 2                      |
| 2004                                        | Киев, Украйна                         | 105 кг                 | 180                    | 180                    | 182.5                  | 8                      | 230                    | 237.5 WR               | —                      | 1                      | 420                    | 1                      |